# Vladimir Vladimirovič Kozlov
Vladimir Vladimirovič Kozlov (in russo Владимир Владимирович Козлов?; Mosca, 4 marzo 1946) è un ex calciatore sovietico dal 1991 russo, di ruolo attaccante.

## Carriera

### Club
Durante la sua carriera ha giocato principalmente con la Dinamo Mosca, con cui conta 180 presenze e 58 reti.

### Nazionale
Conta 2 presenze con la Nazionale Sovietica.